# Gapal
 (mai 2025).
Le Gapal est une boisson traditionnelle burkinabè d’origine peule, emblématique de l’identité culturelle de cette communauté. Il est particulièrement consommé dans les régions du Sahel, notamment dans les provinces de l’Oudalan, du Soum, du Yagha et du Séno — ainsi que dans la région du Centre-Ouest, où la ville de Koudougou en a fait une spécialité reconnue.

## Histoire et origine
Le Gapal trouve ses origines dans la culture nomade des Peuls, qui, lors de leurs transhumances, élaboraient des boissons énergétiques à partir d’ingrédients locaux et faciles à conserver. Historiquement consommé durant les déplacements, il occupait également une place centrale lors des fêtes traditionnelles, des cérémonies ou pour accueillir des invités. Le terme "Gapal" provient du fulfulde, la langue des Peuls.

## Ingrédients et préparation
La préparation du Gapal varie selon les régions et les préférences locales, mais repose généralement sur quelques ingrédients de base: du lait fermenté ou du yaourt, de la farine de petit mil, du sucre, et des aromates tels que le gingembre ou la menthe. Dans certaines variantes, on y ajoute également des dattes pilées pour leur apport sucré naturel, ou encore de la farine de pain de singe (issue du fruit du baobab) pour enrichir le goût'.
Traditionnellement, la farine de petit mil jaune est d’abord cuite puis incorporée au lait fermenté. Le mélange est ensuite sucré et aromatisé selon les goûts. Il peut être dilué avec de l’eau et laissé à fermenter quelques heures afin d’intensifier ses propriétés probiotiques. Le Gapal est généralement consommé frais, ce qui en fait une boisson désaltérante et nutritive, particulièrement prisée pendant les périodes chaudes'.

## Importance culturelle
Le Gapal est bien plus qu'une simple boisson :
- Symbole identitaire : Il représente la résilience et l'adaptabilité des Peuls, passés du nomadisme à une vie sédentaire tout en conservant leurs traditions [1].
- Rôle social : Servi lors des mariages, baptêmes ou réunions communautaires, il renforce les liens sociaux [9].
- Valeur nutritive : Riche en glucides et protéines, il est apprécié pour ses qualités énergétiques, surtout en période de chaleur intense [10].